# Hidroelektrana Mostarsko blato
Hidroelektrana Mostarsko blato je derivacijska hidroelektrana koja se nalazi u Hercegovačko-neretvanskoj županiji, BiH, jugozapadno od grada Mostara.  

## Povijest elektrane
Izgradnja ove elektrane seže još u doba uoči Drugog svjetskog rata, točnije 1941. kada je počela izgradnja vodoprivrednog tunela između Mostarskog blata i Bišća polja, u dolini rijeke Neretve. Nakana ovog objekta bila je zaštita od velikih voda. Izgradnja ovog tunela završena je 1947. Krajem 1970-ih godina nastaje višenamjenski projekt korištenja Mostarskog blata. Iako je bio stavljen na popis prioriteta za korištenje tehničke pomoći Ujedinjenih naroda, te je bila stvorena poslovna zajednica jedinica lokalne samouprave (Lištica, danas Široki Brijeg, Mostar i Čitluk) i elektroprivrede, vodoprivrede i poljoprivrede, od projekta nije bilo ništa. Tek 1997. JP Elektroprivreda Hrvatske zajednice Herceg Bosne ponovno inicira gradnju ovog projekta koji je ujedinjavao zaštitu od poplava i korištenje vode u proizvodnji električne energije. Pripremni radovi počeli su 2006. Izgradnja je trajala četiri godine, a u njoj je sudjelovalo 45 tvrtki, najvećim dijelom iz BiH te iz Hrvatske. Elektrana je svečano puštena u rad 13. svibnja 2010.:56.-61. Hidroelektranom upravlja i održava ju Elektroprivreda Hrvatske zajednice Herceg Bosne.

## Izvedba elektrane
Sastoji se od 9 građevinsko – energetskih objekata:63.:
- akumulacijski bazen (kapaciteta 1.600.000 m3),
- ulazna građevina,
- dovodni tlačni tunel (duljine 2.207 m i konstantnog pada 0,080%),
- vodna i zasunska komora,
- tlačni cjevovod,
- strojarnica,
- donji kompenzacijski bazen (površine 10.600 m2),
- odvodni zatvoreni kanal i
- priključni dalekovod (dva 110 kV dalekovoda).

## Tehničke karakteristike
Osnovni podatci:
- broj agregata: 2
- instalirana snaga: 60 MW
- tehnički minimum: 10 MW
- unstalirani protok: 40 m3/s
- srednja godišnja proizvodnja: 167 GWh

Turbine:
- tip turbine: FvT 1,43/160-15 (2 komada)
- proizvođač: Litostroj
- nazivni protok: 18 m3/s
- maksimalni protok: 20 m3/s

Generatori:
- tip generatora: trofazni sinkroni
- proizvođač: Končar
- nazivna prividna snaga: 35,3 MVA

Akumulacija:
- ukupna zapremina akumulacije: 1,6 mil. m3
- korisna zapremina akumulacije: 1,25 mil. m3
- kota maksimalne razine akumulacije: 224,50 m n.m.
- maksimalna radna kota: 229,00 m n.m.
- normalna radna kota: 223,50 m n.m.
- minimalna radna kota: 221,50 m n.m.
- maksimalni bruto pad: 181,0 m
- maksimalni neto pad: 177,7 m

:78.-80.